# Smalarnia (rejon mohylewski)
Smalarnia (biał. Смалярня; ros. Смолярня) – wieś na Białorusi, w obwodzie mohylewskim, w rejonie mohylewskim, w sielsowiecie Siemukaczy.